# Санта Катарина (Сан Марсијал Озолотепек)
Санта Катарина (шп. Santa Catarina) насеље је у Мексику у савезној држави Оахака у општини Сан Марсијал Озолотепек. Насеље се налази на надморској висини од 1832 м.

## Становништво
Према подацима из 2010. године у насељу је живело 8 становника.

### Хронологија
| Година       | 2000        | 2005       | 2010 |
| ------------ | ----------- | ---------- | ---- |
| Становништво | 23 (8 / 15) | 12 (4 / 8) | 8    |

### Попис
| # | Индикатор                     | Вредност |
| - | ----------------------------- | -------- |
| 1 | Укупно домаћинстава           | 11       |
| 2 | Укупно насељених домаћинстава | 2        |
| 3 | Величина локације             | 1        |